# TBC 은행
TBC Bank (თიბისი ბანკი)는 조지아 트빌리시에 본사를 둔 조지아 은행이다. TBC Bank라는 이름은 1992년으로 거슬러 올라가는 원래 이름인 트빌리시 비즈니스 센터에서 유래한다. 현재 TBC는 원래 이름의 약어가 아닌 은행의 공식 이름으로 등록되어 있다.
이 은행은 런던 증권거래소에 상장되어 있으며 FTSE 250의 구성 요소이다.

## 역사
TBC Bank의 역사는 1992년 조지아 사업가 마무카 하자라제와 바드리 자파리제, 그리고 다른 조지아 파트너들이 약어 TBC인 트빌리시 비즈니스 센터 은행을 설립하면서 시작되었다. 그들은 1990년대 초 조지아에서 은행을 설립하는 데 필요한 금액인 500달러의 초기 자본으로 은행을 설립했다. 이 은행은 1993년 1월 20일에 NBG(일반 은행 라이선스 No. 85)로부터 라이선스를 받았고, 1993년 5월에는 국제 거래를 수행할 수 있는 또 다른 라이선스를 받았다.
1995년에는 한 개의 지점과 29명의 직원을 두고 총 자산이 140만 달러에 달했다. 1993년에 은행에 합류한 바크탕 부츠흐리키제는 1995년에 TBC의 최고 경영자(CEO)로 임명되었으며, 그 이후로 그 직위를 유지하고 있다.
2014년 6월 11일, 런던 증권거래소는 TBC Bank의 글로벌 예탁증서(GDR) 상장 후 메인 마켓에 TBC Bank를 환영했다. 은행은 IPO에서 2억 3천9백만 달러를 모금하여 시장 가치 6억 4천만 달러를 기록했다. TBC Bank IPO는 또한 조지아에서 가장 큰 IPO였으며 EMEA 지역에서 가장 큰 국제 비지수 IPO였다.
2019년 1월, 은행은 2007년과 2008년에 체결된 특정 거래의 합법성에 대해 조지아 국립은행의 조사를 받고 있다고 발표했다.
2019년 2월, 은행은 조지아 국립은행으로부터 이해 상충을 규제하는 법률 위반을 근거로 회장과 부회장에게 사임할 것을 지시받았다.
이 은행은 2019년에 우즈베키스탄에서 은행업 허가를 받았으며, 같은 해 우즈베키스탄의 결제 서비스 제공업체 Payme의 51% 지분을 인수했다.

## 사업

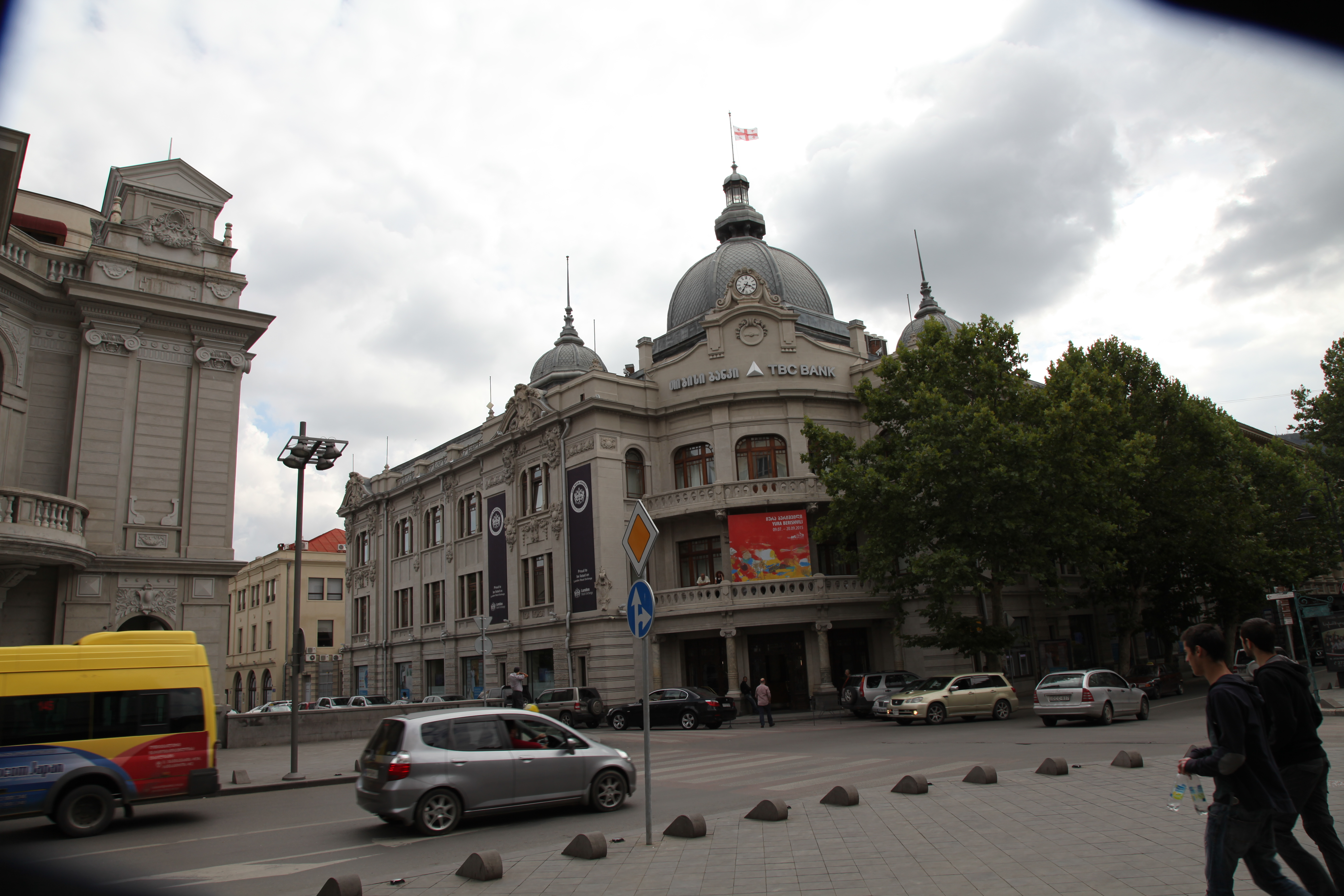
TBC Bank, 트빌리시

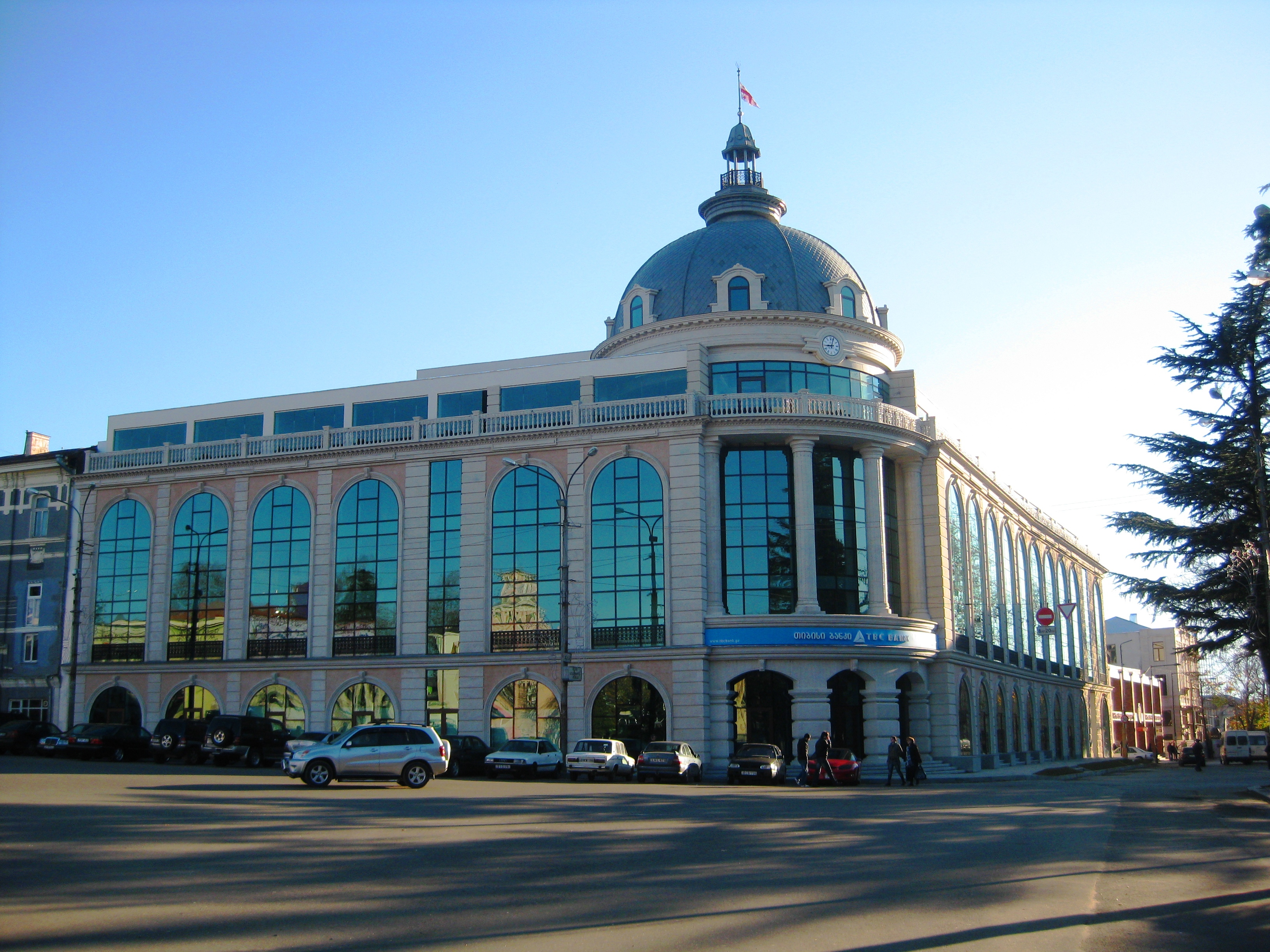
TBC Bank, 쿠타이시

### TBC 리스
TBC Bank는 2004년 1월 조지아 트빌리시에 본사를 둔 JSC TBC 리스를 설립했으며, 총 자산은 0.5백만 GEL이다. 은행은 현재 TBC 리스 지분 89.5%를 소유하고 있으며, 나머지는 EBRD가 보유하고 있다.

### TBC 크레딧
TBC Bank는 2007년 후반에 TBC 크레딧 지분 75.0%를 인수했다. 이 회사는 이전에 SOA 크레딧으로 알려졌으며, 1999년부터 아제르바이잔의 마이크로 및 중소기업(MSME) 금융 서비스 시장에서 운영되는 비은행 신용 기관이었다.

### TBC 인베스트
2011년 초에 설립된 TBC 인베스트는 JSC TBC Bank의 전액 출자 자회사이다. 이 회사는 이스라엘 시장에서 이스라엘 고객과 TBC Bank 간의 중개 역할을 한다.

### My.GE
TBC Bank는 2019년 8월 My.GE로 알려진 조지아 전자상거래 플랫폼의 지배 지분을 인수했다.

### TBC 보험
2016년, TBC 그룹은 보험 회사 코펜부르를 인수하고 새로운 회사인 TBC 보험을 설립했다.

### TBC 페이
조지아에 기반을 둔 디지털 결제 플랫폼으로, TBC 은행 그룹 산하에서 운영된다. 개인과 기업을 위한 온라인 및 오프라인 결제 서비스를 제공하며, 조지아의 광범위한 디지털 금융 인프라의 일부이다. TBC Pay는 다양한 결제 유형과 송금 방식을 지원하며, 조지아에서 가장 큰 셀프 서비스 결제 단말기 네트워크 중 하나를 운영한다.

## 조지아의 디지털 결제
TBC Pay는 조지아에서 가장 큰 금융 기관 중 하나인 TBC Bank Group PLC의 일부이다. 이 플랫폼은 모바일 앱과 웹사이트를 통해 디지털 서비스를 제공하며, 전국에 위치한 실제 단말기도 제공한다. 이 서비스는 공과금, 정부 수수료, 모바일 충전, 교통 벌금 등 광범위한 결제에 사용된다.

## 사회적 책임
은행의 사회적 책임 프로젝트의 일환으로 TBC Bank는 2008년 전쟁의 조지아 피해자들을 돕기 위해 TBC 기금을 설립했다. 은행은 5백만 GEL로 TBC 기금을 설립했으며, 곧이어 프로그램에 필요한 3백만 GEL를 추가로 모금했다.
TBC Bank는 또한 2003년부터 매년 최고의 문학 작품에 시상하는 문학상인 SABA를 공동 설립했다.